# البرنامج النووي الأردني
البرنامج النووي الأردني،
هو خطة عمل عامة، بعيدة المدى، وضعت عام 1986، في سياق الجهود التي كانت ترمي، إلى إدخال وتعميم استخدامات الطاقة النووية في الأردن. ولقد اشتملت هذه الخطة على المجالات التي تستخدم فيها الوسائل النووية، في مجال الخدمات والتنمية المختلفة؛ والمشاريع التي يتوجب القيام بها لهذه الغاية، في ثلاثة أمدية زمنية، ومتطلبات العمل، من التمويل والأيدي العاملة والتدريب.. الخ. ولقد اعتمد البرنامج من الحكومة الأردنية؛ وترجم إلى اللغة الإنجليزية، وأرسل إلى الوكالة الدولية للطاقة الذرية في فيينا، لتقديم الدعم اللازم له؛ ضمن برنامج المساعدات التي تقدمها للدول الأعضاء؛ وظل يشكل المحور الرئيس الذي تدور حوله المشاريع والأنشطة النووية، في جميع مراحل العمل في إدخال الطاقة النووية إلى الأردن، وحتى الآن؛ أنظر الطاقة النووية في الأردن - مراحل تطور البرنامج النووي الأردني 
.
وفيما يلي النص العربي لوثيقة ملخص البرنامج النووي الأردني كما وضعت عام 1989.
أنظر الطاقة النووية في الأردن
.

## المقدمة
تستخدم التكنولوجيا النووية في مجالات واسعة ومختلفة: كتوليد الطاقة (الكهرباء والحرارة)، والتشخيص والعلاج الطبيين؛ والصيدلة، والأحياء، والزراعة، والصناعة، والجيولوجيا، والتعدين، ودراسات الآثار والمخطوطات، والكشف عن مصادر المياه الجوفية، وحركة المياه السطحية، وفي البحوث العلمية، في الفيزياء والكيمياء والأحياء... الخ.
وفي مجال الطاقة بالذات تعتبر الطاقة النووية المصدر الوحيد، المثبت علمياً وعملياً، حتى الآن، كبديل لمصادر الطاقة البديلة (كالفحم والنفط والغاز)، التي باتت وشيكة النضوب، ما يستلزم العمل على تطوير العلوم والتكنولوجيا النووية في المملكة، من الآن، حتى تتمكن البلاد، خلال العقدين القادمين، من إرساء الأسس اللازمة لإعداد البنية التحتية الأساسية الضرورية لدخول الحقبة النووية. 

## تطور استخدامالطاقة النووية في الأردن
بدأ استخدام الطاقة النووية في الأردن في أوائل السبعينات في مجالين رئيسين، هما: الطب والمياه:
•	ففي المجال الأول: تم حتى الآن تطوير ثلاثة مراكز للطب النووي والعلاج بالأشعة، في: مدينة الحسين الطبية، التابعة للخدمات الطبية الملكية (القطاع العسكري)؛ ومستشفى البشير التابع لوزارة الصحة (القطاع المدني)؛ ومستشفى الجامعة الأردنية، (القطاع التعليمي).
•	وفي مجال المياه: ثم في سلطة المياه (الأردنية) إنشاء مختبر لاستخدام النظائر المشعة، في دراسات وبحوث المياه. ويعتبر هذا المختبر، من الناحية التجهيزية: الأول في منطقة الشرق الأوسط، والمنطقة العربية؛ ويمكن تطويره لكي يصبح مركزاً إقليمياً، يساعد في إجراء الدراسات والبحوث والتدريب، في مجال المياه، في المنطقة بأسرها.
وفي السنوات الأخيرة توسعت الأنشطة النووية، في البلاد، إذ تم تطوير مشاريع ومرافق نووية جديدة، كالمسارع النووي الأردني ومختبر الكيمياء الإشعاعية، في الجامعة الأردنية، اللذين يستخدمان في البحوث العلمية؛ والمسارع الخطي، في مستشفى البشير، الذي يستخدم لغايات العلاج الطبي بالإشعاع.
ولقد استلزم انتشار استخدام التكنولوجيا النووية ضرورة الاهتمام بوقاية العاملين في هذه المجالات من الإشعاع، كما أن سهولة انتقال الإشعاعات المؤينة والغبار الذري من البلاد المجاورة، وحتى البعيدة، يستلزم إنشاء منظومة للرصد الإشعاعي البيئي والإنذار المبكر (لرصد أي تسرب إشعاعي ضار).
بالإضافة على ما تقدم فلا زال هنالك الكثير من المجالات التي يمكن تطويرها، وتحسين جدواها الاقتصادية باستخدام التكنولوجيا النووية وخصوصاً في مجالات الزراعة والتنقيب عن المعادن.

## دور وزارة الطاقة والثروة المعدنية في تطوير استخدام التكنولوجيا النووية في الأردن
تعمل وزارة الطاقة منذ إنشائها بالتعاون مع المؤسسات والدوائر ذات العلاقة: على توسيع إستخدامات التكنولوجيا النووية في المملكة، وعلى تطوير تلك الاستخدامات؛ وذلك من خلال قسم خاص فيها هو (قسم الطاقة النووية)
لقد بلغ عدد المشروعات النووية التي تعمل الوزارة على إنشائها وتطويرها حتى الآن: 16 مشروعاً كلفتها 4,473,000 دولار؛ منها 10 مشروعات وطنية (خاصة بالأردن) كلفتها 1,217,000 دولار، و6 مشروعات إقليمية كلفتها 3,256,000 دولار؛ وجميعها مدعومة من الوكالة الدولية للطاقة الذرية (فيينا- النمسا).
ولتطوير استخدامات التكنولوجيا النووية في الأردن استعداداً لدخول الحقبة النووية، دخولاً علمياً مخططا، ولتوفير الوقاية للعاملين وللجمهور من أخطار التعامل بالتقنيات النووية، ومن خطر التسرب الإشعاعي نتيجة الحوادث النووية: قامت وزارة الطاقة والثورة المعدنية، عام 1986، بوضع أسس لبرنامج نووي أردني ينفذ على ثلاثة مراحل:
- المرحلة الأولى (1986 – 1987): وهي مرحلة تمهيدية يصار فيها إلى إعادة دراسة الإمكانات والأنشطة النووية والتوصية بتنظيمها وتطويرها.
- المرحلة الثانية (1988 – 1990): وهي مرحلة الإستعداد وإنشاء المرافق الضرورية لتطوير البنية التحتية الأساسية، وتشمل هذه المرحلة: إنشاء مركز نووي للبحوث والتدريب يضم مفاعلاً نووياً صغيراً، بحدود 20 كيلو واط
- المرحلة الثالثة (1991 – 2000): وهي مرحلة تعزيز البنية الأساسية وتطوير القوى البشرية، وإنشاء مرافق متقدمة لإنتاج الوقود النووي

## عناصر البرنامج النووي الأردني

### متابعة وتطوير الأنشطة والمشروعات القائمة وهي
- التشريع والتنظيم (قانون الطاقة النووية والوقاية الإشعاعية واللوائح والتنظيمات والتعليمات المتعلقة به)؛
- تشغيل المختبر الوطني للوقاية من الإشعاع.
- تشغيل مختبر النظائر البيئية في سلطة المياه.
- تشغيل مختبر الكيمياء الإشعاعية في الجامعة الأردنية.
- تطوير عمل المسارع النووي الأردني لإجراء البحوث التطبيقية وبحوث تحليل التنشيط النووي.
- متابعة وتطوير العمل في مراكز الطب النووي والعلاج بالأشعة (مستشفى البشير، مدينة الحسين الطبية، مستشفى الجامعة الأردنية).
- تشغيل مختبر الإستشعاع السيني في قسم الفيزياء في الجامعة الأردنية.

أنظر الأطر القانونية والتشريعيةلطاقة النووية في الأردن. مشروع البرنامج النووي الأردني.

### تنفيذ مشروعات جديدة
اولاً: استخدام التكنولوجيا النووية في الزراعة
تتركز الإمكانات الأساسية لإستخدام التكنولوجيا النووية في الزراعة في الأردن في المجالات الرئيسية التالية:
1.	تحديد متطلبات المياه والأسمدة للمحاصيل الزراعية المختلفة بهدف تحقيق الاستعمال الأمثل للمياه والأسمدة في الزراعة ونجنب الهدر فيها.
2.	إجراء تحسينات وراثية أساسية في النباتات والمحاصيل بهدف تحسين نوعيتها وزيادة إنتاجيتها.
3.	إمكانية القضاء على أنواع مستوطنة من الحشرات التي تؤثر تأثيرا سلبيا على المحصول الزراعي.
4.	استخدام التكنولوجيا النووية في حفظ الأغذية.
لقد تم بالتعاون ما بين قسم الطاقة النووية في الوزارة وكلية الزراعة في الجامعة الأردنية وضع مشروع لإستخدام التكنولوجيا النووية في المجال الأول (دراسة العلاقة بين النباتات والمياه والأسمدة). ويعمل القسم حاليا على تطوير نشاط وطني في مجال حفظ الأغذية بالأشعة حيث تم الانتهاء من وضع دراسة جدوى اقتصادية لمشروع وطني في هذا المجال تجري الآن دراسته ومراجعته مع وكالة الطاقة الذرية الدولية.
إن استخدام التكنولوجيا النووية في الزراعة حقق عائدات كبيرة جداً في كثير من دول العالم المختلفة (تتراوح ما بين 10 - 30% من قيمة العائدات الزراعية السنوية)؛ وإن إدخالها في الأردن يتطلب تطوير جهد وطني خاص على شكل مركز وطني لبحوث الزراعة النووية يكون مستقلاً أو جزءاً من مركز وطني شامل للبحوث النووية. وتقوم الوزارة حالياً بدراسة هذا الأمر مع الجهات الوطنية والدولية المعنية.
أنظر مشروع البرنامج النووي الأردني.
ثانياً: استكشاف المياه
إن قلة المياه السطحية (البحيرات والأنهار)، وشح الأمطار، وسوء توزيعها: يجعل من استخدام التقنيات النووية في البحث والتنقيب ودراسة مصادر المياه الجوفية أمراً ضرورياً وملحاً في بلد كالأردن.
لقد تم وضع مشروع لدراسة مصادر المياه في الأحواض المائية الأربعة الرئيسية باستخدام التقنيات النووية المتوفرة، بعد إستكمال تجهيز مختبر النظائر البيئية في سلطة المياه وتدريب الكوادر العاملة فيه.
ولقد نجحت جهود الوزارة أخيراً في جعل ذلك المختبر مركزاً إقليمياً متخصصاً تستفيد منه دول المنطقة كلها في إجراء التحليلات المائية وتدريب القوى البشرية.
أنظر مشروع البرنامج النووي الأردني.
ثالثاً: استخراج اليورانيوم
تتركز مقومات مشروع اليورانيوم في الأردن على ثلاثة حقائق أساسية هي:
1.	إن الأردن سيكون بحاجة إلى إنشاء محطة نووية لتوليد الطاقة في العقد الأول من القرن الحادي والعشرين، إذا ثبتت جدواها.
2.	إن اليورانيوم ثروة وطنية يتوجب العمل على استثمارها، إذا ثبتت جدواها الاقتصادية
3.	إن تطوير برنامج لإنتاج الطاقة النووية يستلزم تطوير بعض صناعات الوقود النووي محلياً كعمليات تركيز اليورانيوم وتنقيته وذلك قبل بناء المحطة الأولى بوقت كافٍ.
وفي الأردن يتواجد اليورانيوم في مصدرين:
الأول: من الفوسفات (كناتج ثانوي).
والثاني: من الخامات الطبيعية (كناتج أساسي أولي).
وتقوم وزارة الطاقة والثروة المعدنية حالياً بالتعاون مع الوكالة الدولية للطاقة الذرية بتنفيذ مشروعين:
الأول: لإستكشاف اليورانيوم الطبيعي (ينفذ في سلطة المصادر).
والثاني: لإستخلاص اليورانيوم من الفوسفات (ينفذ في سلطة شركة الفوسفات)، ويسير المشروع الأخير بشكل جيد وواعد.
أنظر مشروع البرنامج النووي الأردني.
رابعاً: مشروع الرصد البيئي
يهدف المشروع إلى دراسة الخلفية الإشعاعية الطبيعية في المملكة، ورصد أي تغير فيها قد ينجم عن حوادث نووية أو إشعاعية؛ ويجري تنفيذه على ثلاث مراحل:
1.	إنشاء منظومة للرصد الإشعاعي البيئي لقياس الخلفية الإشعاعية الطبيعية في مختلف نواحي المملكة (وقد تم إستكمال هذه المرحلة بإنشاء 30 محطة في أنحاء المملكة لهذا الغرض).
2.	إنشاء مختبر لقياس وتحليل نسب تركيز العناصر المشعة في المواد البيئية المختلفة (وقد تم إستكمال هذه المرحلة أيضاً)
3.	إنشاء شبكة محوسبة للإنذار المبكر ضد الحوادث الإشعاعية تتكون من 6 محطات مربوطة معاً عبر شبكة الاتصالات الوطنية المجاورة (سوريا والعراق في الوقت الحاضر) وستكون هذه الشبكة عاملة بحلول شهر حزيران القادم.
أنظر مشروع البرنامج النووي الأردني.
خامساً: مشروع الصيانة النووية
تستخدم حالياً في المملكة أجهزة ومعدات نووية تزيد في قيمتها عن 10 ملايين دينار .ولا تتوفر حتى الآن ورشة وطنية للصيانة النووية مما جعل هذه الأجهزة عرضة للتعطل المستمر..
وللتغلب على هذا الوضع تقوم الوزارة الآن بالترتيب مع وكالة الطاقة الذرية الدولية لإنشاء ورشة مركزية للصيانة النووية في الجمعية العلمية الملكية .
أنظر مشروع البرنامج النووي الأردني.
سادساً: مشروع العلاج بالأشعة
لرفع معايير الوقاية الإشعاعية في مجال الطب النووي والعلاج بالأشعة تم التعاون ما بين قسم الطاقة النووية ومركز الطب النووي والعلاج بالأشعة في مستشفى البشير وضع مسودة لمشروع يهدف إلى تعزيز نظم وإجراءات ضبط الجودة وتصميم الجرعات الإشعاعية العلاجية.
أنظر مشروع البرنامج النووي الأردني.

### مشروعات أخرى
يتابع قسم الطاقة النووية أيضاً عدداً من المشروعات والأنشطة الإقليمية الأخرى التي تهدف بشكل عام إلى تنمية القوى البشرية ونقل التكنولوجيا النووية وهذه المشروعات هي:
اولاً: مشروع تنمية القوى البشرية النووية (في منطقة غرب اسيا).
ثانياً: مشروع حفظ المنتوجات الزراعية والأغذية بالأشعة (أوروبا والشرق الأوسط).
ثالثا: مشروع الصيدلة الإشعاعية (المنطقة العربية في الشرق الأوسط)
رابعاً: مشروع المياه (المنطقة العربية في الشرق الأوسط)
خامساً: مشروع الوقاية من الإشعاع (المنطقة العربية في الشرق الأوسط).
أنظر مشروع البرنامج النووي الأردني.

## مشاريع البنية التحتية في البرنامج النووي

### مشروعالمفاعل النوويالأردني الأول (مبنا-1)
يعد هذا المشروع أحد أهم مشاريع البرنامج النووي الأردني؛ ولقد تعثر تنفيذه عدة مرات حتى أحيل، في عام 2010؛ وفيما يلي أهم الأحداث التي مرت به:
• في عام 1988: قامت وزارة الطاقة والثروة المعدنية (إدارة الطاقة النووية) باستدراج عروض مستشار لتنفيذ مشروع المفاعل النووي الأردني الأول؛ وتلقت عروضاً من: هيئة الطاقة الذرية في بلجيكا ؛ ووكالة الطاقة الذرية الكندية ؛ ومن الوكالة الدولية للطاقة الذرية. غير أن المشروع تعطل، بسبب الأزمة المالية.
• وفي عام 1992 ناقش الوفد الأردني المشروع، في فيينا، على هامش مؤتمر عام الوكالة الدولية للطاقة الذرية مع مسؤولي الوكالة. وتم الاتفاق على أن تدعم الوكالة الأردن لإنشاء مفاعل نووي بحثي. منخفض الطاقة؛ ولكن المشروع توقف مرة ثانية.
• وفي عام 1996 وافقت الوكالة على أن يكون المفاعل من نوع تريكا-2، بقدرة 1 ميجا واط؛ وكلفة 4.5 مليون دولار ؛ وتم برمجة المشروع لتنفيذه على ثلاث مراحل؛ نفذت المرحلتان: الأولى «مشروع مختبرات القياسات الإشعاعية والكيمياء الإشعاعية»؛ والثانية: مشروع التحليل بالتنشيط النيتروني «مصدر النيترونات»، في المدة من 1996- 1998؛ وقامت مديرية الطاقة النووية بتصنيع مصدر نيتروني بجهودها الذاتية، مستفيدة من مصدر نيتروناتمن نوع أمريشيوم- بريليوم، في سلطة المصادر الطبيعية، بدلاً من المنظومة دون الحرجة؛ فأقرته الوكالة؛ وقررت تحويل المبلغ المخصص لهذه المرحلة، وهو 161 ألف دولار، للمرحلة الثالثة، قلب المفاعل والخلايا الحارة ؛ ولكن المشروع توقف.
• وفي عام 2000 جرى بحث المشروع مرة أخرى، في فيينا، مع الوكالة الدولية للطاقة الذرية، على هامش المؤتمر العام للوكالة. وتقرر أن تقوم الوكالة بتخصيص مبلغ 2.4 مليون دولار لتزويد قلب المفاعل والخلايا الحارةٍ، علاوة على مخصصات المراحل السابقة ، على أن 
تقوم وزارة الطاقة والثروة المعدنية: بتوفير الأرض، وإنشاء مباني المفاعل والمختبرات، على نفقتها، وبكلفة تقديرية حوالي 2.6 مليون دولار أيضاً. غير أن المشروع توقف.
• وفي عام 2010، أحيل مشروع المفاعل، للتنفيذ على شركة دايو الكورية، بمبلغ 130 مليون دولار؛ ومن نوع بركة السباحة، بقدرة 5 ميجا واط.

### مشروع المشعع الجامي
نفذ هذا المشروع على مرحلتين: المرحلة الأولى تتضمن إنشاء وحدة أشعة غاما (كوبالت- 60) بحثي، بطاقة 10,000 كيوري؛ رصدت له الوكالة الدولية للطاقة الذرية 292 ألف دولار، وأحالته للتنفيذ على روس أتوم الروسية. والمرحلة الثانية تتضمن إنشاء مركز تشعيع جامي تجاري (كوبالت- 60)، بطاقة أولية 100,000 كيوري، رصدت له الوكالة الدولية للطاقة الذرية مبلغ 2.0853 مليون دولار، وأحالته على الشركة الهنغارية.
وكان وزير الطاقة والثروة المعدنية، قد اقترح أن تنفذ المرحلة الثانية من المشروع بتمويل مشترك بين الحكومة الأردنية والقطاع الخاص، لتعميم الفائدة على شركات إنتاج الأدوية والمستلزمات الطبية؛ وكلف مدير الطاقة النووية بإعداد دراسة الجدوى اللازمة. ولقد جرى مناقشة الدراسة مع خبير أوفته الوكالة الدولية للطاقة الذرية إلى عمان المدة، في 5- 14/10/1995 ؛ ولكن المشروع نفذ، ضمن مشاريع مختبرات مديرية الطاقة النووية في منطقة شفا بدران. ولا يزال يشكل أكبر مرفق بحثي وتجريبي في مختبرات هيئة الطاقة الذرية في شفا بدران.

### مشروع مقبرة النفايات النووية
كانت مشكلة التخلص من النفايات النووية والمصادر المشعة المستهلكة، في مجاري الصرف الصحي، وفي حاويات ومطارح النفايات البلدية: مشكلة كبيرة، لما لها من آثار صحية وبيئية خطيرة؛ فقامت مديرية الطاقة النووية باستملاك قطعة أرض، مساحتها 30,000 متر مربع للنفايات النووية ورصدت الحكومة مبلغ 110 آلاف دينار ؛ والوكالة الدولية للطاقة الذرية ورصدت الوكالة الدولية للطاقة الذرية مبلغ 150 ألف دولار، لدعم المشروع في المدة من 1994- 1996. حيث أنشئ مستودع تحت الأرض، في قطعة الأرض المشار إليها؛ وبوشر في تنفيذ مخططات المشروع الوطني لتجميع النفايات المشعة وتوضيبها في قوالب اسمنتية وزجاجية .

### مشروع المقر الدائم ومختبرات هيئة الطاقة النووية
بعد أن أصبحت الطاقة النووية مثبتة، وبدأت فوائدها تظهر في المجال الطبي والصناعي والزراعي وغيرها، عملت مديرية الطاقة النووية على إنشاء هيئة مستقلة للطاقة النووية، وعلى إنشاء مختبرات ومركز دائم[للهيئة وتمكنت من الحصول على موافقة الحكومة الأردنية على تخصيص قطعة أرض مساحتها 120,000 متر مربع، في منطقة شفا بدران، من ضواحي العاصمة الأردنية عمان؛ في موقع متوسط، قرب المراكز العلمية والصناعية وعدد من الجامعات الوطنية؛ وباشرت مديرية الطاقة النووية بوضع المخططات الهندسية للمشروع، ولقد نفذ هذا المشروع بالكامل من الحكومة الأردنية التي خصصت له مبلع مليون دينار في موازنة 1997.

### مشروع الأطلس الإشعاعي ونمذجة الحوادث الإشعاعية
نفذ هذا المشروع بهدف رسم خرائط توضيحية بجميع أنواع مصادر الإشعاع، الطبيعية والصناعية والطبيعية المقواة صناعياً، والصناعية؛ في الأراضي الأردنية. وكانت المادة الأساسية متوفرة في سلطة المصادر الطبيعية من نتائج مسح إشعاعي جوي نفذ عام 1978، لجميع الأراضي الأردنية، بهدف التعرف على أماكن وجود العناصر المشعة في الأراضي الأردنية. وفي عام 1996 قامت مديرية الطاقة النووية بتحويل نتائج المسح والبالغة 345 ألف قراءة، (بوحدات العدة في الثانية والنسب المئوية) إلى وحدات جرعات إشعاعية (ميلي سيفرت في الساعة) وإسقاط هذه النتائج بإحداثياتها على الأرض ورسم خريطة كنتورية للأردن. ولقد نشرت الوكالة الدولية للطاقة الذرية نتائج هذا العمل والخريطة الكنتورية المنشأة للأردن، عام 1997، في وثيقة تقنية 
. 
وفي عام 2002 استخدمت نتائج الدراسة لتقدير حالات الإصابة بالسرطان في الأردن، بسبب التعرض للإشعاع الطبيعي 
.

كما حصلت إدارة الطاقة النووية عام 1998، على دعم مقداره 2000 دولار، من الهيئة العربية للطاقة الذرية لدعم مشروع نمذجة الحوادث النووية والإشعاعية.

### مشروع مركز المعلومات النووية
كانت منشورات الوكالة الدولية للطاقة الذرية هي مصدر الوحيد للطاقة النووية في الأردن، وكانت تصل إلى مديرية الكهرباء ، في وزارة الصناعة والتجارة، وظلت مكدسة على غير نظام. ولقد أتاح إنشاء وزارة الطاقة والثروة المعدنية الفرصة لإنشاء مكتبة متخصصة في الطاقة النووية فيها؛ ولقد تم تطوير المشروع عام 1991، ليصبح مركزاً للمعلومات النووية في الأردن، يخدم جميع المؤسسات والوزارات المعنية. ووافقت الوكالة الدولية للطاقة الذرية على دعم المشروع ضمن شبكة منظومة المعلومات النووية الدولية؛ وخصصت له 168 ألف دولار في عامي 1992و1993.

## المركز النووي الأردني المقترح
كان الأسلوب المتبع حتى الآن في إنشاء وإدارة الأنشطة والمشروعات النووية هو أن تقوم وزارة الطاقة بإجراء الدراسات الفنية ودراسات الجدوى وتوفير التمويل اللازم، ثم تعهد إلى إحدى المؤسسات الوطنية المعنية أو المختصة بتبني المشروع وتنفيذه ، وتبقى الوزارة على اتصال مستمر مع تلك المؤسسة للمتابعة والتطوير.
إن هذا الأسلوب بمقدار ما كان مفيداً في البداية (بتوفير تكاليف وأعباء مركز نووي وطني مستقل) فقد أثبت عدم فاعلية في إدارة وتطوير الأنشطة والمرافق النووية التي يتم إنشاؤها في المؤسسات المختلفة للأسباب التالية:
اولاً: إن المؤسسات لا تولي التقنيات النووية الاهتمام اللازم إلا بمقدار ما يحقق الحد الأدنى من الغايات التي تعمل هي لتحقيقها (كتعليم الطلاب في الجامعات مثلاً).
ثانياً: عدم وجود إدارة مستقلة متفرعة في تلك المؤسسات للاعتناء بالمشروعات أو الأنشطة النووية.
ثالثاً: الاعتماد بشكل كامل في تمويل هذه الأنشطة على مساعدات الوكالة الدولية للطاقة الذرية، والتي عادة ما تكون بطيئة وغير منتظمة.
لهذا فإن المشروعات النووية في الأردن التي تشكل في مجموعها نواة ممتازة لجهد وطني ونووي متكامل لم تنجح في تقديم الدعم اللازم لخطط التنمية الوطنية، بل إن كثيراً منها إما معطل أو شبه معطل، رغم وجود الكوادر المدربة والأجهزة الحديثة.
من هنا ظهرت الحاجة لتطوير العمل في هذا الميدان المهم من ميادين العلم والتكنولوجيا وباتجاه إنشاء نواة لمركز نووي وطني يتم تطويره تدريجياً ليستوعب مفاعلاً نووياً تجريبياً صغيراً في أول العقد القادم.

### أهمية المركز المقترح
تنبع أهمية إنشاء مركز وطني نووي من حقيقة أن إستخدامات التقنيات النووية بدأت تتوسع وتتعمق لتشمل كل نواحي الحياة العملية تقريباً ، وأنه للاستفادة من هذه التقنيات لابد من تطوير البنية الأساسية على المستوى الوطني العام وبخاصة في مجال إعداد القوى البشرية ونقل المعرفة . وبشكل عام يمكن إجمال فوائد المركز النووي المقترح في النقاط التالية:
أولاً: إعداد القوى البشرية اللازمة للبرنامج والأنشطة النووية في الأردن والتي يتوقع أن تزيد على (1000) من الفنيين والمهنيين خلال العقدين أو العقود الثلاثة القادمة.
ثانياً: الاستفادة من سوق العمالة العربي في مجال القوى البشرية النووية والذي يتوقع أن يستوعب أعداداً كبيرة من الكفاءات النووية الماهرة في الوقت الذي بدأت فيه هذه السوق تضيق يوماً بعد يوم على القوى البشرية التقليدية.
ثالثاً: إنتاج النظائر والمواد المشعة اللازمة للاستخدامات الصناعية والطبية والبحثية محلياً ، علماُ بأن هذه النظائر تكلف خزينة الدولة أكثر من 150 ألف دينار سنوياً وأنها سوف تزيد بشكل كبير في المستقبل.

### التبعية والإدارة العلمية
يتبع المركز المقترح لإحدى المؤسسات المهتمة والمعنية بتحقيق أهدافه (كلها أو بعضها أو أهمها) مثل المجلس 
الأعلى للعلوم والتكنولوجيا.ويفضل أن يكون قريباً من وسط البلاد ومن إحدى المؤسسات التعليمية العليا. 
وبغض النظر عن التبعية والمكان فإن المركز سيكون بحاجة إلى ما يلي:
أولاً: عدد من الكفاءات المتخصصة في المجالات التقنية والبحثية؛ ويفيد في حالة الأردن توفير من (40- 50) شخصاً من حملة الدرجات الجامعية المتخصصة يمكن أعدادهم وتدريبهم خلال سنوات التنفيذ.
ثانياً: مجلس إدارة مناسب يتكون من مجموعة من أكثر الكفاءات تخصصاً في العلوم والتكنولوجيا النووية واهتماماً بمجال عمل المشروع .
ثالثاً: مدير متخصص في مجال العلوم والتكنولوجيا النووية ، يكون ملماً بأهداف المشروع ومجالات عمله، وتتوفر لديه خبرة معتبرة؛ ويفضل أن يكون حائزاً على درجة جامعية عليا في مجال تخصصه.
أنظر مشاريع البنية التحتية في البرنامج النووي الأردني.